# 吳卓燁
吳卓燁（英語：Peter Ng Cheuk-ip，1996年—），香港民主派人士，環翠堂及柴灣起動成員，前香港東區區議會環翠選區議員。

## 參選2019年區議會選舉
吳卓燁以獨立民主派身分參與2019年東區區議會環翠選區的議席選舉，報稱職業為影片剪接師。
包括吳卓燁在內，位於柴灣、小西灣及杏花邨（簡稱「柴小杏」）的民主派候選人組織選舉聯盟柴灣起動，共同參選2019年區議會選舉，互相拉抬選情，結果，柴灣起動12名候選人全數勝出，吳卓燁以3,412票打敗2,866票的民建聯龔栢祥及39票的柴聯體育會王鑑賢。

## 議會問政

### 政府突取消監警會會議

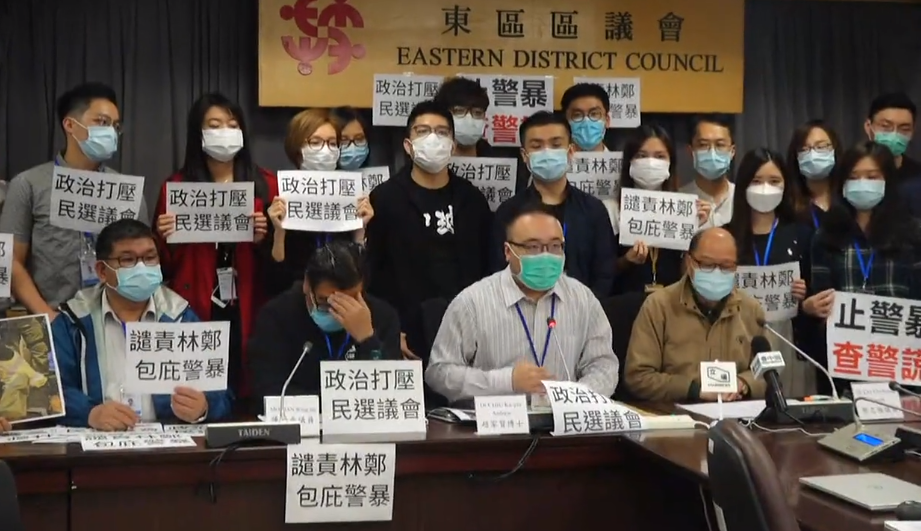
2020年3月10日，東區民主派議員譴責警務處不尊重民選議會 拒派員出席檢警會會議

2020年3月10日，東區區議會原定舉行「檢視警方執法及行動特別委員會」第三次會議，討論多項與反送中運動相關議案，包括要求警方交代8月5日晚上北角衝突中的警力問題、在11月在柴灣發射多次催淚彈的原因、於太古城和西灣河的執法行動等事件。不過民政處在會議當日早上突然向委員會成員發出電郵，稱會議的職權範圍「可能涉及全港性執法事宜」和「收到高層命令」而宣布取消會議。警務處也拒絕派員出席。區議會26名民主派議員批評警權凌駕區議會職能，政府高層打壓區議會。

## 外部連結
- 東區區議會議員資料吳卓燁先生（页面存档备份，存于）

| 議會席位      | 議會席位                                | 議會席位    |
| ------------- | --------------------------------------- | ----------- |
| 前任： 龔栢祥 | 東區區議會環翠選區 2020年－2021年7月8日 | 繼任： 懸空 |